# Michael Rotenberg
Pour l’article homonyme, voir Rotenberg.
Michael Rotenberg est un producteur de télévision et de cinéma canadien, également scénariste, né à Toronto (Canada).

## Filmographie
Producteur

### Cinéma
- 1993 : L'Apprenti fermier (Son in Law)
- 1994 : En avant, les recrues ! (In the Army Now)
- 1996 : Bio-Dome
- 1997 : Le Ninja de Beverly Hills (Beverly Hills Ninja)
- 1999 : 35 heures, c'est déjà trop (Office Space)
- 2001 : Un gentleman en cavale (Double Take)
- 2001 : Les Pieds sur terre (Down to Earth)
- 2001 : Pootie Tang
- 2003 : Chef de l'état (Head of State)
- 2006 : Man About Town

### Télévision
- 1992 : Richard Jeni: Platypus Man (téléfilm)
- 1995 : Platypus Man (série télévisée)
- 1996 : Chris Rock: Bring the Pain (téléfilm)
- 1997 : Les Rois du Texas (King of the Hill) (série télévisée)
- 1998 : The Howie Mandel Show (série télévisée)
- 1998 : The Hughleys (en) (série télévisée)
- 1999 : D.L. Hughley: Goin' Home (téléfilm)
- 1999 : Chris Rock: Bigger & Blacker (téléfilm)
- 2000 : Monsignor Martinez (téléfilm)
- 2000 : Dave Chappelle: Killin' Them Softly (téléfilm)
- 2003 : Untitled Howie Mandel Project (téléfilm)
- 2004 : Chris Rock: Never Scared (téléfilm)
- 2005 : Philadelphia (série télévisée)
- 2005 : Hidden Howie (série télévisée)
- 2005 : Tout le monde déteste Chris (série télévisée)
- 2005 : Enough About Me (téléfilm)